# Oración de guerra
Oración de guerra (en inglés, The War Prayer) es un cuento corto escrito por Mark Twain (pseudónimo de Samuel Clemens) en 1904 como resultado de su rechazo por la guerra hispano-estadounidense en Cuba y Filipinas (1898). En él condena la guerra, y especialmente critica el fervor religioso y el patriotismo ciego como motivaciones o justificaciones de la guerra.

## Contexto
La estructura del cuento es simple pero efectiva: patriotas norteamericanos apoyan la guerra contra España y en una ceremonia religiosa imploran a su Dios que proteja a sus tropas y les conceda la victoria. En eso aparece un extraño y misterioso personaje quien anuncia que es el mensajero de Dios. Explica que ha venido para enunciar la segunda parte de su oración, la parte que han implícitamente deseado pero no han enunciado en voz alta: la petición de sufrimiento y destrucción de sus enemigos. Lo que sigue es una espantosa descripción de los sufrimientos infligidos a los pueblos por sus conquistadores. El cuento acaba con una nota pesimista, ya que el mensaje es ignorado.
En 1904 Twain ofreció el cuento a la revista Harper's Bazaar, que lo rechazó por considerarlo demasiado radical e impropio de una publicación femenina. Su familia y amigos le aconsejaron que no lo publicara y Mark Twain dio instrucciones para que fuera publicado tras su muerte, diciendo «sólo a los muertos les está permitido decir la verdad». Finalmente fue parcialmente publicado en 1916 por Albert Bigelow Paine en Mark Twain: una biografía, cuando el estallido de la Primera Guerra Mundial lo había hecho todavía más apropiado. La primera edición completa fue publicada también por Paine (Albert Bigelow Paine's anthology, Europe and Elsewhere, 1923). Mark Twain había muerto en 1910. La obra también fue reeditada en la década de 1960 como protesta contra la guerra de Vietnam.

## Extracto
Oh Señor, Padre nuestro, nuestros jóvenes patriotas, ídolos de nuestros corazones, se dirigen al frente de batalla — ¡no te apartes de su lado!

Desde la dulce paz de nuestros hogares nosotros les acompañamos —en espíritu— a aplastar al enemigo.
¡Oh Dios, nuestro Señor, ayúdanos a destrozar sus soldados y convertirlos en despojos sangrientos, ayúdanos a cubrir sus campos sonrientes con las pálidas formas de sus patriotas muertos, ayúdanos a ahogar el tronar de los cañones con los gemidos de sus heridos retorciéndose de dolor, ayúdanos a destruir con un huracán de fuego sus humildes moradas, ayúdanos a estrangular los corazones de sus inocentes viudas con dolor inconsolable, ayúdanos a dejarlas sin techo con sus pequeños para que anden solas y perdidas por el desolado país vestidos de harapos, hambrientos y sedientos, sufriendo las llamas del sol en verano y los helados vientos en invierno, con el espíritu roto, hundidos de sufrimiento, implorándote les des la muerte y siéndoles negado este descanso —te pedimos lo hagas por nosotros que te adoramos— Señor, frustra sus esperanzas, arruina sus vidas, alarga su amargo peregrinar, haz pesados sus pasos, riega su camino con sus lágrimas, mancha la blanca nieve con la sangre de sus pies heridos!

Te lo pedimos en espíritu de amor, a ti que eres la fuente del amor y fiel refugio y amigo de todos los que están cansados y buscan tu ayuda con corazones humildes y contritos. Amén.